# Havana
Havana (špa. La Habana [la a'βana], službeno Ciudad de La Habana) je glavni grad, najveća luka i vodeće trgovačko središte Kube. Grad, jednu od 14 kubanskih provincija, nastanjuje 2,2 milijuna stanovnika, a šire gradsko područje oko 3 milijuna, što Havanu čini najvećim gradom na Kubi i u Karipskoj regiji. Grad se većinom prostire zapadno i južno od zaljeva, koji je s otvorenim morem povezan uskim tjesnacem, podijeljenim na tri glavne luke: Marimelena, Guanabacoa, i Atarés. Rijeka Almendares teče gradom od juga prema sjeveru i utječe u Floridski prolaz nekoliko kilometara zapadno od zaljeva.
Španjolski kralj Filip II dodijelio je Havani status grada 1592., dok je kraljevski dekret iz 1634. priznao važnost grada službenim imenovanjem Havane "Ključem Novog svijeta i bedemom Zapadne Indije." Španjolci su započeli izgradnju fortifikacija, te je 1553. rezidencija guvernera iz Santiaga de Cuba na istoku otoka, preseljena u Havanu, od tada de facto glavni grad Kube. Važnost lučkih utvrđenja rano je prepoznata jer su u 16. stoljeću engleski, francuski i nizozemski pomorski pljačkaši napadali grad. Potapanje američkog bojnog broda Maine u luci Havane 1898., bio je izravni povod španjolsko-američkog rata, kojim je na Kubi završena španjolska vladavina.
Havana je tradicionalno bila poznata kao turističko središte svjetskog glasa, mjesto bogatog kulturno-povijesno-arhitektonskog nasljeđa i po tradicionalnoj proizvodnji duhanskih proizvoda i alkoholnih pića.
Suvremena Havana sjedište je kubanske vlade, više ministarstava, te poslovno središte.
Stara Havana (La Habana Vieja), koja sadrži jezgru izvornog grada Havane, najbogatija je zbirka kolonijalne arhitekture Latinske Amerike. Lokacija starih gradskih zidina sukladna je međama Stare Havane, koja sadrži oko 3000 zgrada. Stara Havana s fortifikacijama uvrštena je na popis Svjetske baštine UNESCO-a 1982.

## Povijest
Vidi još: Povijest Kube

### Osnivanje Havane
Područje gdje se danas nalazi Havana, prvi su puta posjetili Europljani za vrijeme ekspedicije 
Sebastiána de Ocampa, za kojeg se vjeruje da je 1509. prvi oplovio Kubu. Ubrzo potom, 1510., prvi španjolski kolonisti stigli su na Kubu s Hispaniole, i započeli naseljevanje otoka.
Konkvistador Diego Velázquez de Cuéllar osnovao je Havanu 25. kolovoza 1515., na južnoj obali otoka, kraj današnjeg grada Batabanó. Između 1514. i 1519., grad je imao najmanje dva različita naselja. Svi pokušaji da se grad utemelji na južnoj obali Kube, propali su. Kasnija lokacija grada kraj vrlo dobre luke na ulasku u Meksički zaljev, s jednostavnim pristupom Golfskoj struji, glavnom oceanskom tijeku kojeg su moreplovci slijedili na putovanjima iz Amerike u Europu, dovela je do ranog razvoja Havane kao glavne luke u španjolskih kolonija u Novom svijetu. Karta Kube iz 1514., prikazuje Havanu na ušću rijeke Onicaxinal, na južnoj obali otoka. Drugo naselje bilo je La Chorrera, u današnjoj četvrti Puentes Grandes, kraj rijeke Almendares.
Konačno naselje, šesti grad kojeg su Španjolci osnovali na otoku, Pánfilo de Narváez nazvao je San Cristobal de la Habana. Naziv je kombinacija imena sveca zaštitnika grada San Cristóbal, i Habana, nepoznatog značenja, možda izvedenica od Habaguanex, imena indijanskog poglavice koji je kontrolirao to područje. Legenda kazuje da je Habana bilo ime Habaguanexove lijepe kćeri, ali ne postoje povijesni izvori koji bi tu verziju potvrdili.
Havana je preseljena na današnju lokaciju kraj luke tada nazivane
Puerto de Carenas (doslovno, luka gdje se čamci izvlače na obalu), 1519. Razlog preseljenja bila je kvaliteta prirodne luke, u 
kojoj je i danas smještena luka Havane. Bartolomé de las Casas  zapisao je:

...jedan od brodova, ili oba, morali su biti popravljeni, što znači obnoviti ili popraviti dijelove ispod vode, i staviti katran i vosak u njih, te smo ušli u luku koju sada nazivamo Havana, gdje su izvučeni na obalu te se luka naziva de Carenas. Zaljev je vrlo dobar i može primiti mnogo brodova, kojeg sam posjetio nekoliko godina nakon otkrića... malo ih je u Španjolskoj ili drugdje u svijetu koji su mu ravni...

Ubrzo nakon osnivanja prvih gradova na Kubi, otok je služio uglavnom kao baza za osvajanje (Conquista) drugih zemalja. Hernán Cortés organizirao je svoju ekspediciju u Meksiko s Kube, koja u prvim godinama nakon otkrića, nije donijela trenutno bogatstvo konkvistadorima, jer siromašna zlatom, srebrom i dragim kamenjem, te su se mnogi naseljenici preselili u Meksiko i Južnu Ameriku, zemlje koje su tada bile otkrivane i kolonizirane. Legende o Eldoradu i Sedam gradova Cibole privlačile su mnoge pustolove iz Španjolske i španjolskih kolonija, što je Havanu i ostatak Kube ostavilo uglavnom nenaseljenima.

### Pirati iLa Flota
Havana je izvorno bila trgovačka luka, te je trpila redovne napade bukanira, pirata i francuskih gusara. Prvi napad izveo je francuski gusar Jacques de Sores 1555., koji je lako zauzeo grad, opljačkao ga i spalio do temelja, iako je otišao bez da se dokopao ogromnog bogatstva kojeg se nadao pronaći u Havani. Takvi napadi uvjerili su španjolsku krunu da financira izgradnju prvih utvrđenja u većim gradovima, ne samo kao mjeru protiv pirata i gusara, već i radi vršenja veće kontrole nad trgovinom sa Zapadnom Indijom i ograničavanja raširenog krijumčarenja i crnog tržišta, koji su se razvili radi trgovačkih restrikcija koje je nametnula Casa de Contratación u Sevilli (krunska trgovačka kuća koja je držala monopol na trgovinu u Novom Svijetu).
Radi suzbijanja piratskih napada na konvoje galijuna na putovanjima za Španjolsku s tovarima dragocijenosti iz Novog Svijeta, španjolska je kruna odlučila zaštiti brodove koncentrirajući ih u jednu veliku flotu, koja bi prelazila Atlantski ocean kao grupa. Jedinstvenu trgovačku flotu lakše je mogla zaštiti španjolska armada, te su nakon kraljevskog dekreta iz 1561., svi brodovi na putu za Španjolsku morali okupiti flotu u Zaljevu Havana. Brodovi su pristizali od svibnja do kolovoza u očekivanju boljih vremenskih prilika, te je flota isplovljavala za 
Španjolsku u rujnu.
To je prirodno poticalo trgovinu i razvoj susjednog grada Havane (skromna villa u to vrijeme). Dobra s kojima se trgovalo u Havani uključuju zlato, srebro, vuna alpake s Anda, smaragdi iz Kolumbije, mahagonij s Kube i Gvatemale, koža iz Guajire, začini i bojila iz Campechea, kukuruz, manioka i kakao. Tisuće brodova okupljenih u gradskoj luci također su poticali i poljoprivredu i manufakturu, radi potrebnih opskrbi vodom, hranom i drugim proizvodima potrebnim za preplovljavanje oceana. 1563., Capitán General (španjolski guverner otoka) premjestio je svoju rezidenciju iz Santiago de Cuba u Havanu, radi tadašnjeg porasta značaja i bogatstva Havane, što je neslužbeno potvrdilo status glavnog grada otoka.
20. prosinca 1592., španjolski kralj Filip II. dodijelio je Havani status grada. Kasnije, grad će od španjolske krune službeno biti proglašen "Ključem Novog svijeta i bedemom Zapadne Indije". Izgrađene su snažne fortifikacije radi obrane grada, na zapadnom ulazu u zaljev utvrda San Salvador de la Punta, na istočnom Castillo de los Tres Reyes Magos del Morro, dok je u centru grada izgrađen Castillo de la Real Fuerza, koji je služio i kao rezidencija guvernera dok nije izgrađena palača De los Capitanes Generales. U to vrijeme izgrađene su i obrambene kule La Chorrera i San Lázaro.

### 17. – 19. stoljeće
Havana se snažno razvila u 17. stoljeću. Nove zgrade podignute su korištenjem najdostupnijih materijala na otoku, uglavnom drvom, kombinirajući razne iberske arhitektonske stilove, ali i obilnim korištenjem kanarskih karakteristika. Za vrijeme tog perioda izgrađeni su također i javni spomenici i religiozne institucije, kao samostan Sv. Augustina, utvrda El Morro, kapela Humilladero, fontana Dorotea de la Luna u La Chorrera, crkva Svetog Anđela, bolnica Svetog Lazara, samostani Svete Tereze i Svetog Filipa Nerija.
Godine 1649. teška epidemija dovedena iz Cartagene u Kolumbiji, pogodila je trećinu stanovništa Havane. 30. studenog 1665., kraljica Marijana Austrijska, udovica Filipa IV., odobrila je grb Kube, koji je kao simbolične motive preuzeo prve tri tvrđave u Havani: Real Fuerza, El Morro i San Salvador de la Punta. Štit je također prikazivao zlatni ključ kao simbol "Ključa zaljeva". 1674., započeli su radovi na gradskim zidinama, dovršenim do 1740. godine.
Tiskara je osnovana 1724. godine. Sredinom 18. stoljeća, Havana je imala više od 70 000 stanovnika, te je bila treći najveći grad u Amerikama, iza Lime i Méxica, ali ispred Bostona i New Yorka.
Godine 1762., grad su osvojili Britanci za vrijeme sedmogodišnjeg rata. 6. lipnja te godine, britanska je flota, u sastavu od 50 brodova i preko 11 000 ljudi, u zoru uplovila u Kubanske vode i iskrcala se istočno od Havane. Napadači su zauzeli uzvisinu, poznatu kao La Cabaña, na istočnoj strani luke i započeli bombardiranje obližnje utvrde El Morro i samog grada. Nakog dvomjesečne opsade, El Morro je bio napadnut i zauzet 30. srpnja 1762. Grad se formalno predao 13. kolovoza, te je za Veliku Britaniju gradom upravljao George Keppel. Premda su Britanci u borbama izgubili samo 
560 ljudi, više od polovice njihovih snaga pomrlo je radi bolesti, većinom žute groznice.
Britanci su odmah započeli trgovinu sa svojim sjevernoameričkim i karipskim kolonijama, pokrenuvši brzu preobrazbu kubanskog društva. Hrana, konji i druga dobra preplavila su grad, te je tisuće robova iz zapadne Afrike dovedeno na otok za rad na plantažama šećera. Premda je Havana, koja je postala treći najveći grad novog svijeta, započela razdoblje održivog razvoja i snažnijih veza sa Sjevernom Amerikom, britanska okupacija nije potrajala. Pritisci trgovaca šećerom iz Londona, koji su strahovali od pada cijena šećera, prisilili su niz pregovora sa Španjolcima oko kolonijalnih teritorija. Manje od godine dana nakon zauzimanja Havane, pariškim mirom završen je sedmogodišnji rat. Ugovorom je Britancima dana Florida u zamjenu za Kubu, na preporuku Francuza, koji su savjetovali da bi odbijanje te ponude moglo za Španjolce rezultirati gubitkom Meksika i većine Južne Amerike u korist Britanaca.
Nakon povratka, Španjolci su Havanu probrazili u najsnažnije utvrđeni grad u Amerikama, te je započela izgradnja utvrde San Carlos de la Cabaña, najveće španjolske fortifikacije u Novom svijetu. Izgradnja je trajala 11 godina i zahtijevala je ogromna financijska sredstva, ali po dovršenju tvrđava se smatrala neosvojivom i neophodnom po obranu Havane. Bila je opremljena velikim brojem topova izlivenih u Barceloni. Također, izgrađene su i druge fortifikacije: dvorac Atarés za obranu brodogradilišta u unutarnjoj luci, dok je dvorac El Príncipe čuvao grad sa zapada. Nekoliko topovskih bitnica lociranih duž zaljevskog kanala (među kojima i bitnice San Nazario i Doce Apóstoles), definitivno su utvrdile obranu luke.
Katedrala u Havani izgrađena je 1748. kao isusovačka crkva, te je nakon protjerivanja Isusovaca sa španjolskih teritorija 1767. pretvorena u crkvu Parroquial Mayor. 1788. formalno je postala katedralom. Između 1789. i 1790., Kuba je rapodijeljena u individualnu biskupiju Rimokatoličke Crkve. 15. siječnja 1796., ostaci Kristofora Kolumba dovedeni su na otok iz Santo Dominga, gdje su 
ostali do 1898., kada su premješteni u katedralu u Sevilli, nakon španjolskog gubitka Kube.
Havansko brodogradilište El Arsenal bilo je izuzetno aktivno zahvaljujućima obilnim količinama drva u blizini grada. Španjolski brod Santísima Trinidad, izgrađen u Havani 1769., bio je najveći ratni brod tog doba, dugačak 62 metra, s tri palube i 120 topova, kasnije nadograđen na četiri palube sa 144 topa. Potopljen je nakon bitke kod Trafalgara 1805. Troškovi izgradnje broda bili su 40 000 pesos fuertes, što ilustrira važnost arsenala u to vrijeme, u usporedbi s 26 milijuna pesos fuertes i 109 izgrađenih brodova za vrijeme aktivnosti arsenala.
Kako je trgovina između Kariba i Sjeverne Amerike početkom 19. stoljeća rasla, Havana je postala napredan i otmjen grad, u čijim su kazalištima nastupali neki od najistaknutijih glumaca svog doba, te je prosperitet rastuće srednje klase doveo do izgradnje skupocjenih novih zdanja. Za vrijeme tog perioda, Havana je postala poznata kao Pariz Antila.
U 19. stoljeću grad je posjetio Alexander von Humboldt, koji je bio impresioniran vitalnošću luke. 1837. izgrađena je prva željeznička pruga, potez od 51 kilometra između Havane i Bejucala, korištena na prijevoz šećera. S time je Kuba postala peta zemlja u svijetu koja je dobila željeznicu, i prva hispanofonska. Kroz 19. stoljeće Havana je obogaćena izgradnjom raznih kulturnih institucija, kao kazalište Gran Teatro de La Habana, jedno od najraskošnijih u svijetu, Liceo Artístico y Literario i kazalište Coliseo.
Godine 1863. gradske zidine su porušene kako bi se metropola mogla proširiti. Krajem stoljeća, dobrostojeće klase preselile su se u četvrt Vedado, kasnije prema četvrti Miramar, a danas još zapadnije u Siboney. Također krajem 19. stoljeća, Havana je svjedočila posljednjim danima španjolskog kolonijalizma u Americi, kojemu je definitivno došao kraj kada je američki bojni brod USS Maine potopljen u luci, dajući toj zemlji povod za invaziju otoka. 20. stoljeće je za Havanu, i sukladno Kubu, započelo pod američkom okupacijom.

### Republikanski i post-revolucionarni period
Za vrijeme republike, od 1902. do 1959., grad je doživio novu eru razvoja, te su se industrija i trgovina brzo razvijali. Kuba se oporavila od ratnih razaranja i postala imućna zemlja s trećom 
najvećom srednjom klasom na zapadnoj polutci, dok je glavni grad Havana postao poznat kao Pariz Kariba. Značajna je bila građevinska industrija, te su stambene zgrade namijenjene novoj srednjoj klasi, kao i palače za kubanske magnate, brzo rasle. Brojni luksuzni hoteli, igračnice i noćni klubovi izgrađeni tijekom 1930-ih služili su cvatućoj turističkoj industriji, u snažnom rivalstvu s Miamijem. Tridesetih godina, organizirani kriminal primijetio je potencijal noćnog života i igračnica u Havani, te su neki od čuvenih gangstera, kao Santo Trafficante, Jr., Meyer Lansky i Lucky Luciano, direktno upravljali hotelima i noćnim klubovima u Havani. U to doba Havana je postala privlačno egzotično središte s nizom manifestacija od nautičkih natjecanja i Grand prix automobilističkih utrka do glazbenih predstava. Spektakularni razvoj i mogućnosti koje je nudila Kuba uopće i posebno Havana, doveli su do značajne imigracije. Za vrijeme republike, Kuba je primila milijune imigranata iz svih dijelova svijeta, najviše Španjolaca, te se danas procjenjuje da jedna četvrtina Kubanskog stanovništva potječe od španjolskih imigranata.
U Havani, koja je tada stvarala veće prihode od Las Vegasa u Nevadi, djelovalo je 135 kinematografa, više od Pariza ili New Yorka. 1958. 300 000 američkih turista posjetilo je grad. Mnoge zvijezde filma i glazbe posjetile su Havanu, između ostalih i Frank Sinatra, Ava Gardner, Marlene Dietrich i Gary Cooper, dok je jedan od najpoznatijih posjetitelja i stanovnika bio američki pisac Ernest Hemingway, koji je izjavio: "u ljepoti, samo Venecija i Pariz prestigli su Havanu". Hemingway je na Kubi proveo 22 godine svog života, i tamo napisao neke od svojih najpoznatijih knjiga.
Nakon revolucije 1959., komunisti (koji se do tada nisu tako deklarirali) obećali su poboljšati socijalne službe, državnu izgradnju stanova i javnih zgrada; ipak, oskudica koja je pogodila Kubu nakon Castrove nagle nacionalizacije svog privatnog vlasništva i industrije prema strogom komunističkom modelu podržavanom od Sovjetskog Saveza, praćene embargom, posebno je teško pogodila Havanu. Radi toga, većina Havane danas je u lošem stanju. Do 1966. – 1968., kubanska vlada nacionalizirala je sve poslove u privatnom vlasništvu, čak do određenih oblika trgovine na malo, te je većina tih zakona i ekonomskih restrikcija na snazi i danas. Havana i Kuba transformirali su se iz zemlje imigracije u jedan od najvećih generatora emigracije u svijetu. Danas oko 15% ukupne kubanske populacije živi u inozemstvu, unatoč državnoj zabrani putovanja.
Raspadom Sovjetskog Saveza 1991. došlo je do ozbiljne gospodarske recesije, kao i ukidanja obilnih subvencija kojima je Sovjetski Savez pomagao Kubu, te su mnogi smatrali da je to kraj socijalističkog režima na otoku, kao što se dogodilo i sovjetskim satelitskim državama u Istočnoj Europi. Ipak, komunistički režim prevladao je 1990-e, većim djelom zahvaljući međunarodnoj zajednici koja nije prema Kubi primijenila značajnu izolaciju ili pritisak, ili to nije činila uopće.
Nakon višedesetljetne zabrane, socijalistička vlada pojačano se okrenula turizmu kao novom izvoru financija, te je stranim investitorima dozvoljena izgradnja novih hotela i razvoj ugostiteljstva. Paradoksalno, dok su strane investicije dobrodošle, Kubancima nije dozvoljeno sudjelovanje u poslu ili vlasništvo, već samo zapošljavanje na radnim mjestima osoblja. Radi toga i drugih razloga, turistička industrija za vrijeme socijalističke revolucije nije donijela očekivane prihode. Na svom vrhuncu, turisti iz Kanade i zapadne Europe, Kubi su donosili oko 2 milijarde američkih dolara, no taj iznos je od tada znatno opao. Također, radi poticaja turizmu poduzeto je renoviranje starog dijela Havane te je više ulica i trgova od tada obnovljeno, premda se radi veličine grada renoviranje koncentriralo na manje od 10% stare Havane, što znači da je većina grada i dalje u vrlo trošnom stanju.

## Zemljopis
Grad se većinom proteže zapadno i južno od zaljeva, u koji se ulazi kroz uzak prolaz i koji se djeli na tri glavne luke: Marimelena, Guanabacoa, i Atarés. Sporo tekuća rijeka Almendares teče gradom od juga prema sjeveru i utječe u Floridski prolaz nekoliko kilometara zapadno od zaljeva. Oniža brda na kojima leži grad blago se uzdižu iz dubokog mora. Istaknuta elevacija je 60 m visoki vapnenački greben koji se spušta s istoka i kulminira na uzvisinama La Cabana i El Morro, lokacijama kolonijalnih fortifikacija koje nadgledaju zaljev. Još jedno značajno uzvišenje je brdo na zapadu na kojem se nalaze Sveučilište u Havani i prinčevski dvor.

### Klima
Havana, kao i većina Kube, uživa ugodnu cijelogodišnju tropsku klimu koja je ublažena pozicijom otoka u pojasu pasatnih vjetrova i toplim morskim strujama. Prosječne temperature kreću se od 22 °C u siječnju i veljači do 28 °C u kolovozu. Temperatura rijetko pada ispod 10 °C, dok je najniža zabilježena bila 2 °C u Santiago de las Vegas u općini Boyeros. Padaline su najintenzivnije i lipnju i listopadu, a najslabije od prosinca do travnja, s prosječno 1200 mm godišnje. Uragani povremeno pogađaju otok, ali uglavnom južnu obalu, te je šteta u Havani manja nego u drugim dijelovima zemlje.
Između 8. i 9. srpnja 2005., južna predgrađa grada direktno je pogodio uragan Dennis, s vjetrovima brzine 160 km/h. Oluja je podigla valove visine 3 m preko obalnog zida u Havani, dok su vjetrovi oštetili neke od trošnih kolonijalnih zgrada. Najmanje 5000 domova bilo je oštećeno u provinciji Havane. Tri mjeseca kasnije, listopada 2005., obalna područja doživjela su teške poplave nakon uragana Wilme. Sljedeća tablica prikazuje prosječne temperature kroz godinu:
| Klimatološki srednjaci za Havanu | Klimatološki srednjaci za Havanu | Klimatološki srednjaci za Havanu | Klimatološki srednjaci za Havanu | Klimatološki srednjaci za Havanu | Klimatološki srednjaci za Havanu | Klimatološki srednjaci za Havanu | Klimatološki srednjaci za Havanu | Klimatološki srednjaci za Havanu | Klimatološki srednjaci za Havanu | Klimatološki srednjaci za Havanu | Klimatološki srednjaci za Havanu | Klimatološki srednjaci za Havanu | Klimatološki srednjaci za Havanu |
| mjesec                           | sij                              | velj                             | ožu                              | tra                              | svi                              | lip                              | srp                              | kol                              | ruj                              | lis                              | stu                              | pro                              | godina                           |
| -------------------------------- | -------------------------------- | -------------------------------- | -------------------------------- | -------------------------------- | -------------------------------- | -------------------------------- | -------------------------------- | -------------------------------- | -------------------------------- | -------------------------------- | -------------------------------- | -------------------------------- | -------------------------------- |
| srednji maksimum, °C             | 26                               | 26                               | 27                               | 28                               | 29                               | 30                               | 32                               | 31                               | 31                               | 29                               | 27                               | 26                               | 28,5                             |
| srednja dnevna temperatura, °C   | 22                               | 22                               | 23                               | 24,5                             | 25,5                             | 26,5                             | 28                               | 27,5                             | 27                               | 26                               | 24                               | 22,5                             | 24,9                             |
| srednji minimum, °C              | 18                               | 18                               | 19                               | 21                               | 22                               | 23                               | 24                               | 24                               | 23                               | 23                               | 21                               | 19                               | 21,2                             |
| oborine, mm                      | 63,5                             | 68,6                             | 45,7                             | 53,3                             | 99,1                             | 182,9                            | 106,7                            | 99,1                             | 144,8                            | 180,3                            | 88,9                             | 58,4                             | 1191,3                           |
| Izvor: weather.com, 22/6/2008    |                                  |                                  |                                  |                                  |                                  |                                  |                                  |                                  |                                  |                                  |                                  |                                  |                                  |

## Gradski pejzaž
Suvremena Havana može se opisati kao tri grada u jednom: Stara Havana, Vedado, i nove četvrti u predgrađima. Stara Havana, sa svojim uskim ulicama i stršećim balkonima, tradicionalna je rezidencijalna zona, kao i središte jednog dijela trgovina i industrije zabave.
Na zapadu i sjeveru, noviji dio poznat kao Vedado, postao je rival staroj Havani u komercijalnim aktivnostima i noćnom životu. Centro Habana, koji se ponekad smatra dijelom Vedada, uglavnom je trgovačka četvrt između Vedada i stare Havane. Kineska četvrt i Real Fabrica de Tabacos Partagás, jedna najstarijih tvornica cigara na Kubi, također se nalaze u toj zoni.
Obilnije stambene i industrijske četvrti uglavnom se protežu na zapad, među kojima i Marianao, jedan od novijih dijelova grada izgrađen većinom 1920-ih. Ponešto od ekskluzivnosti nekih predgrađa izgubljeno je nakon revolucije radi nacionalizacije mnogih kuća od strane kubanske vlade, iskorištenih za škole, bolnice i vladine urede. Nekoliko privatnih country klubova preuređeno je u javne rekreacijske centre. Miramar, lociran duž obale zapadno od Vedada, 
ekskluzivna je zona, s palačama, inozemnim veleposlanstvima, diplomatskim rezidencijama, elitnim trgovinama i uslugama za dobrostojeće strance. International School of Havana, također je locirana u Miramaru.
1980-ih, mnogi predjeli stare Havane, uključujući trg Plaza de Armas, postali su dio zamišljenog 35 godišnjeg, višemilijunskog (u američkim dolarima) projekta obnove. Vlada je nastojala usaditi Kubancima poštovanje prema vlastitoj prošlosti i također Havanu učiniti atraktivniju turistima u skladu nastojanjima poticanja turizma kao izvora strane valute. U proteklih 10 godina, uz stranu pomoć i s podrškom lokalnog povjesničara Eusebija Leala, renovirani su znatni predjeli Habana Vieja, s većinom glavnih trgova (Plaza Vieja, Plaza de la Catedral, Plaza de San Francisco i Plaza de Armas) i značajnijih turističkih ulica (Obispo i Mercaderes) pri dovršenju.

### Arhitektura
Kolonijalna i Barokna
Kao glavno tranzitno mjesto između novog svijeta i starog svijeta, kroz Havanu je prolazilo veliko obilje, što je uvjetovalo izgradnju najsnažnijih fortifikacija u Americi. Mnogi primjeri rane arhitekture mogu se vidjeti u vojnim utvrdama. Stara Havana također je bila opasana obrambenim zidovima, čija je izgradnja započela 1674., ali već premašenima po dovršenju 1767.
Utjecaji različitih stilova i kultura vidljivi su u raznolikom nizu maurske, španjolske, talijanske, grčke i rimske arhitekture.
Samostan Santa Clara (1638. – 18. stoljeće) dobar je primjer španjolskog stila, u kojem velika dvorana, koja podsjeća na preokrenuti brod, ilustrira umijeće ranih majstora. Katedrala u Havani (1748. – 1777.) koji dominira trgom Plaza de la Catedral (1749.) najbolji je primjer kubanskog baroka. Okružuju je bivše palače grofova Casa-Bayon (1720. – 1746.), markiza Arcos 
(1746.) i Aguas Claras (1751. – 1775.).
Neoklasična
Havana je jedinstvena radi svojih neusporedivih arkada izgrađenih uglavnom od španjolskih imigranata. Mnogi unutrašnji patio (središnje dvorište zgrada, tradicionalno u španjolskoj i sredozemlju) ostaju slični arhitekturi u Sevilli, Cádizu i Granadi. Neoklasicizam, na kojeg se može naići u cijelom gradu, utjecao je na sve nove zgrade u Havani. Tada su uvedene mnoge urbane značajke, uključući plinsku javnu rasvjetu 1848., i željeznicu 1837. U drugoj polovici 18. stoljeća, naglo su napredovale proizvodnja kave i šećera, što je znatno utjecalo na razvoj najistaknutijeg arhitektonskog stila u Havani. Mnogi bogati Habaneros bili su nadahnuti Francuskom, što je vidljivo u interijerima kuća više klase kao palača 
Aldama, izgrađena 1844., najznačajnije neoklasične rezidencijalne građevine u Havani koja je udarila pečat dizajnu mnogih kuća iz tog doba, s portalima neoklasičnih stupova usmjerenih prema otvorenim prostorima ili dvorištima. Značajni primjeri kasnog neokasicizma u Havani također su El capitolio i Sveučilište u Havani. Kupola Capitolia sa 62 metra visine bila je najviša građevina u gradu i primjer američkog utjecaja u to doba.
Godine 1925., Jean-Claude Nicolas Forestier, upravitelj urbanog planiranja u Parizu, preselio se na pet godina u Havanu radi suradnje s arhitektima i pejzažnim dizajnerima. Njegoj je cilj bio stvoriti skladnu ravnotežu između klasične izgradnje i tropskog pejzaža. Obuhvatio je i povezao gradsku cestovnu mrežu dok je naglasio istaknute znamenitosti. Njegov utjecaj ostavio je snažan otisak na Havani, premda mnoge zamisli nisu bile realizirane radi velike depresije 1929. Za vrijeme prvih desetljeća 20. stoljeća Havana se širila brže nego ikada u svojoj povijesti. Veliko bogatsvo potaknulo je arhitekturu pod stranim utjecajima. Vrhunac neoklasicizma zbio se izgradnjom Vedada, započetog 1859., te je cijela četvrt pokrivena građevinama pravilnih proporcija.
Art Nouveau, Art Deco i Eklekticizam
Na prelazu iz 19. u 20. stoljeće, Havana, zajedno s Buenos Airesom, bila je u arhitektonskom smislu najznačajniji i najveličanstveniji grad Latinske Amerike. Taj period, poznat kao vacas gordas (debele krave), prikazuje značajne primjere građevina pod utjecajem međunarodnih stilova kao Art Nouveau, Art Deco i Eklekticizam. Predgrađa su se razvila u današnje četvrti poznate kao Miramar, Marianao, Vedado i Playa. Elitni Miramar, uređen po geometrijski zacrtanim planom ulica, uglavnom je naseljen diplomatima i strancima. Željeznički terminal (1912.) dobar je primjer Art Nouveau stila. Zgrada Lopez Serrano, koja je utjecala na mnoge zgrade u Miamiju i Los Angelesu, izgrađena je 1932., nadahnuta Rockefeller centrom u New Yorku prema projektu Ricarda Mire, te je bila prva visoka zgrada na Kubi. Palača Bacardi (1930.), bivše sjedište čuvene kompanije za proizvodnju alkoholnih pića Bacardi, koja se nakon nacionalizacije ranih 1960-ih preselila u Hamilton na Bermudi, jedna je od najznačajnijih građevina u Havani i najbolji primjer Art Decoa. Godina 1929. – 1930., u doba kada je Havana bila prva turistička destinacija za amerikance, prema projektu njujorškog projektnog biroa McKim, Mead, and White, izgrađen je na manjem brežuljku na ulasku u zaljev, Hotel Nacional de Cuba kojeg karakterizira eklektička mješavina arhitektonskih stilova.
Modernizam
Havana, kao i Las Vegas 1940-ih i 1950-ih, razvila se kao turistička destinacija i središte igračnica. Mnoge visoke uredske zgrade i stambeni kompleksi zajedno s nekoliko hotela izgrađenih 1950-ih, dramatično su promijenili gradski pejzaž. Istaknuti primjeri modernističke arhitekture iz tog doba su hotel Habana Libre (1958.), koji je prije revolucije bio hotel
Hilton, i kinematograf La Rampa (1955.). Na projektima u Havani radili su čuveni arhitekti kao Walter Gropius, Richard Neutra i Oscar Niemeyer, dok se na arhitekturi toga doba primjećuju i utjecaji Le Corbusiera i Ludwiga Miesa van der Rohea.
Edificio Focsa (1956.) jedna je od značajnijih građevina u Havani 1950-ih. 35-katni kompleks bio je zamišljen i temeljen na idejama Le Corbusiera o samodostatnom gradu unutar grada. Sadržio je 400 apartmana, garaže, supermarket i restoran na najvišem katu. U svoje doba to je bila najviša betonska struktura na svijetu (bez korištenja čelične konstrukcije) i vrhunski simbol luksuza i neumjerenosti. Havana Riviera Hotel (1957.), projekt Irvinga Feldmana, 21-katna građevina s 440 soba, još je jedna impresivna futuristička zgrada podignuta u zoni Vedada. Kada je bila otvorena, Riviera je bila najveći namjenski izgrađeni casino-hotel na Kubi i bilo gdje na svijetu osim Las Vegasa (prestigao ga je u dimenzijama Havana Hilton iduće godine). Bio je u vlasništvu 
Caja de Retiro Gastronómico (Mirovinski fond ugostiteljskih radnika) i namjera je bila izjednačiti luksuz i uslugu najboljih hotela u Las Vegasu. Josep Lluís Sert također je projektirao umjetni otok ispred Malecóna čija je izgradnja bila planirana 1960-ih, kao kompleks s golemim modernim tornjevima, hotelima, igračnicama i trgovačkim centrima koji bi podržavao rastući turizam u gradu. Kao i mnogi drugi projekti planirani za izgradnju poslije 1959., nikada nije bio realiziran.

### Četvrti
Stara Havana
Stara Havana (La Habana Vieja), koja sadrži jezgru izvornog grada Havane, najbogatija je zbirka kolonijalne arhitekture Latinske Amerike. Lokacija starih gradskih zidina sukladna je međama Stare Havane, koja sadrži oko 3000 zgrada. Stara Havana s fortifikacijama uvrštena je na popis Svjetske baštine UNESCO-a 1982.
Kineska četvrt
Kineska četvrt u Havani (Barrio Chino), jednom najveća i najživopisnija kineska četvrt u Latinskoj Americi, izrasla se početkom 20. stoljeća kada su španjolski naseljenici doveli stotine 
tisuća kineskih radnika iz Guangdonga, Fujiana, Hong Konga i Makaa kao zamjenu ili pomoć afričkim robovima. Nakon izvršenja osmogodišnjeg ugovora, ili stjecanja slobode na druge načine, mnogi kineski imigranti trajno su se naselili u Havani. Na svom vrhuncu, Kineska četvrt je sadržila 44 gradska bloka s mnogim kineskim restoranima, praonama, bankama, apotekama, teatrima i nekoliko novina na kineskom jeziku. Središte četvrti, el Cuchillo de Zanja (ili Zanja Kanal), pješačka je ulica ukrašena mnogim crvenim lampionima, crvenim papirnim zmajevima i drugim Kineskim folkornim detaljima. Također, četvrt ima dva paifanga: veći na Calle Dragones, za kojeg je 1990-ih materijal poklonila Narodna Republika Kina, i manji na el Cuchillo de Zanja. Prosperitet kubanskih Kineza prekinut je kada je nakon revolucije 1959. ukinuto privatno poslovanje, natjeravši desetine tisuća poslovno orijentiranih Kineza u emigraciju, uglavnom u Sjedinjene Države. Potomci danas nastoje sačuvati i oživjeti svoju kulturu. Dodatno, Kineska četvrt je danas jedina zona koja uživa autonomiju na mnoge zakone koji važe za ostatak Kube. Restorani, kao primjer, nisu u državnom vlasništvu niti ovise o zakonima za privatne restorane.
Vedado
Špa. El Vedado, središte je i glavna poslovna četvrt Havane, smještena između Centro Habana na istoku i četvrti Miramar/Playa na zapadu. Glavna ulica, koja teče u smjeru istok-zapad, je Calle 23, također poznata i kao La Rampa. Sjeverni rub četvrti je obalno šetalište Malecón, popularno okupljalište u gradu. Vedado je dio općine Plaza de la Revolucion.
Miramar
Elitna četvrt u općini Playa, poznata po mnogim inozemnim veleposlanstvima, smještenih većinom na Quinta Avenida (Peta avenija), lijepa je rezidencijalna zona i jedna od ljepših četvrti u Havani. Prije revolucije ovdje su bile smještene mnoge luksuzne rezidencije i Country klubovi, kasnije nacionalizirani. U Miramaru se nalazi i mnogi hoteli, plaže i privatne kuće za iznajmljivanje. Na prelazu iz 1990-ih u 2000-e, u četvrti je izgrađeno nekoliko uredskih zgrada u kompleksu nazvanim Centro de Negocios Miramar - "Trgovačko središte Miramar".

### Znamenitosti
- Fortaleza San Carlos de la Cabaña, utvrda locirana na istočnoj strani zaljeva Havana. La Cabaña je najimpresivnija utvrda iz kolonijalnog doba, posebno zidine izgrađene (istovremeno s utvrdom El Morro) krajem 18. stoljeća.
- El Capitolio Nacional, kolosalna građevina izgrađena 1929. kao senat i zastupnički dom, prepoznatljiva je po svojoj kupoli koja dominira gradskim pejzažem. Unutrašnjost karakterizira treći najveći kip na svijetu izložen u zatvorenom prostoru, La Estatua de la República. Danas, palača je sjedište Kubanske akademije znanosti i Museo Nacional de Historia Natural (Nacionalni prirodoslovni muzej), koji sadrži najveću prirodoslovnu zbirku u zemlji.
- Castillo de los Tres Reyes Magos del Morro, također i kraće El Morro, pitoreskna je tvrđava na ulazu u zaljev, izgrađena radi obrane od piratskih napada.
- Castillo San Salvador de la Punta, manja utvrda izgrađena u 16. stoljeću na zapadnoj strani ulaza u luku, igrala je ključnu ulogu u obrani Havane za vrijeme prvih stoljeća kolonizacije. Na tvrđavi se još nalazi dvadesetak starih topova i drugi vojni antikviteti.
- El Cristo de La Habana, statua Isusa Krista koja udjeljuje blagoslov gradu s druge strane zaljeva, nalik na čuveni Kip Krista Iskupitelja u Rio de Janeiru. Mramorno djelo kiparice Jilme Madere podignuto je 1958, samo nekoliko dana prije ulaska Fidela Castra u Havanu za vrijeme Kubanske revolucije.
- Gran Teatro de La Habana, Veliko kazalište Havane, čuveno po hvaljenom Nacionalnom Kubanskom Baletu, ponekad ugošćuje i predstave Nacionalne opere. Teatar je poznat i po koncertnoj dvorani Garcia Lorca, najvećoj na Kubi.
- Hotel Nacional de Cuba, Art Deco Hotel, izgrađen 1929. – 1930.
- El Malecón Habanero, avenija koja se proteže duž obalnog zida izgrađenog na sjevernoj obali Havane, od stare Havane do rijeke Almendares River, i tvori sjevernu granicu stare Havane i četvrti Centro Habana i Vedado.
- Museo de la Revolución, muzej revolucije, smješten u bivšoj predsjedničkoj palači, s jahtom Granma izloženom u muzeju.
- Paseo del Prado, je avenija koja u smjeru sjever-jug razdvaja općine Habana Vieja i Centro Habana. Izgrađena je 1772. pod kolonijalnom vladavinom Markiza e la Torre, generalnog kapetana (guvernera) otoka. Prvo ime ulice bilo je Alameda de Extramuros, radi izvorne pozicije izvan zidina. Na Paseo del Prado nalazi se osam brončanih skulptura lavova.
- Castillo de la Real Fuerza je utvrda na sjevernoj strani luke. Izvorno izgrađena radi obrane od piratskih napada, i kao rezidencija generalnih kapetana (guvernera) otoka, bila je zakinuta lošom strateškom pozicijom preduboko u zaljevu. Smatra se najstarijom kamenom utvrdom u Americi, i 1982. zajedno sa starim središtem grada, uvrštena je na popis Svjetske baštine UNESCO-a.

## Kultura
Havana, vodeće kulturno središte zemlje, nudi široki izbor atrakcija u rasponu od muzeja, palača, crkava, tvrđava, baleta, do umjetničkih i glazbenih festivala i tehnoloških izložbi. Obnova stare Havane nudi nove atrakcije, uključujući muzej eksponata iz kubanske revolucije. Vlada znatno potiče kulturne aktivnosti, od kojih su mnoge besplatne ili zahtijevaju samo minimalnu naplatu.
Prije revolucije, u Havani je djelovalo 135 kinematografa, više nego u New Yorku ili Parizu. S nacionalizacijom, zatvarani su jedan po jedan, radi pomanjkanja održavanja, filmova ili električne energije.
Likovne umjetnosti
Mala neoklasična palača locirana u Vedadu, bivša rezidencija grofice Revilla de Camargo, danas je Muzej likovnih umjetnosti (Museo de Artes Decorativas). Poznat kao "mala francuska palača Havane", izgrađen je 1924. – 1927. prema projektu arhitekata P. Virada i M. Destuquea, nadahnutim francuskom renesansom. Raskošni postav europskih dragocijenosti 18. i 19. stoljeća podsjeća na vremena kada je Havana nazivana "Pariz Antila". U francuskoj sobi izložena je bista Marije Antoanete, dok su u drugim prostorima izložene kolekcije kineskih paravana, engleskog namještaja i pejzažnog slikarstva. Također, u postavu muzeja između ostalog nalazi se 33 000 djela iz doba Luja XV., Luja XVI. i Napoleona III., orijentalne umjetnosti, kolekcije francuskog, engleskog i kineskog porculana.
Nacionalni muzej lijepih umjetnosti u Havani (Museo Nacional de Bellas Artes de La Habana), sadrži kolekciju kubanske umjetnosti od kolonijalne do suvremene. Muzej je smješten u dvije zgrade, jedna posvećena kubanskoj i univerzalnoj umjetnosti, dok druga, nazvana Palacio del Centro Asturiano, sadrži isključivo kubanske umjetničke kolekcije. U nekoliko muzeja u staroj Havani izloženo je pokućstvo, srebrnina, lončarstvo, staklo i drugi eksponati iz kolonijalnog perioda, među kojima se posebno ističu Palácio dos Capitanes Generales, bivša rezidencija španjolskih guvernera, i Casa de Africa, s impresivnom kolekcijom afro-kubanskih religioznih rukotvorina. Drugi muzeji uključuju Casa de los Árabes i Casa de Asia s bliskoistočnim i dalekoistočnim kolekcijama. Mnogi od tih manjih muzeja smješteni su u starim elegantnim kućama španjolske arhitekture s prozračnim središnjim dvorištima. Museo de Finanzas većinom je prazan trezor gdje je bivši diktator Fulgencio Batista skrivao svoj plijen, s manjom zbirkom starih novčanica. Museo del Automobil posjeduje dojmljivu kolekciju vozila koja datiraju do 1905., među ostalima i Rolls-Royce koji je pripadao Batisti i Chevrolet kojim je upravljao Che Guevara.
Muzej revolucije (Museo de la Revolución), smješten je u bivšoj predsjedničkoj palači izgrađenoj prema projektu arhitekata Carlosa Marurija i Paula Belaua u eklektičkom stilu koji kombinira španjolske, francuske i njemačke arhitektonske elemente. U muzeju je dokumentirana kubanska povijest od početka "neokolonijalnog perioda". Osim muzeja u staroj Havani, nekoliko ih je smješteno i u Vedadu. Ukupno, Havana ima oko 50 muzeja, uključujući i Nacionalni muzej glazbe, Muzej cigara, Napoleonski, Kolonijalni, Antropološki, Muzej Ernesta Hemingwaya, Muzej prirodnih znanosti, Gradski muzej, Arheološki, Zrakoplovni, Farmaceutski, Muzej parfema, Sportski, Muzej oružja, Numizmatički muzej, itd.
Scenska umjetnost
Istaknuto kazalište u Havani je barokni Gran Teatro de La Habana, jedan od najstarijih na svijetu i u doba svoje izgradnje (1837.) zahvaljujući talijanskom znanstveniku Antoniu Meucciju jedan od tehnološki najnaprednijih. Kazalište je danas sjedište Nacionalnog Kubanskog Baleta i Međunarodnog baletnog festivala u Havani. Glavno kazalište je auditorij 
García Lorca, s kapacitetom 1500 gledatelja, u kojem su nastupale čuvene kazališne zvijezde kao talijanski tenor Enrico Caruso, ruska balerina Ana Pavlova i francuska glumica Sarah Bernhardt.
Značajan je također i Teatro Nacional de Cuba (Nacionalno Kubansko Kazalište), smješten u velikoj modernog zgradi dekoriranoj djelima kubanskih umjetnika, s dvije glavne dvorane: dvorana 
Avellaneda i dvorana Covarrubias, kao i manjim kazališnim prostorom na devetom katu. Teatro Karl Marx (Kazalište Karl Marx) zdanje je s golemim auditorijem kapaciteta 5500 mjesta, koje se većinom koristi za velike koncerte kubanskih i inozemnih zvijezda. Kantautori Carlos Varela, Silvio Rodríguez i Pablo Milanés, samo su neki od umjetnika koji su nastupali na toj pozornici. Nedavno, koncert u Teatro Karl Marx održala je britanska pop grupa Manic Street Preachers.
Glazba
Kuba, i posebno Havana, jedno je od najznačajnijih središta latinoameričke glazbe. Kubanska glazba specifična je sinteza španjolske glazbe s glazbom afričkih crnaca, koji su kao robovi počeli naseljavati otok ubrzo poslije osvajanja. U kubanskoj zabavnoj i ozbiljnoj glazbi crnački je utjecaj posebno ojačao u 20. st. Iz novijih susreta afričkih ritmova sa španjolskim melodijama i plesovima nastali su neki popularni plesovi koji su se proširili po cijelome svijetu: rumba, mambo, criolla, cha-cha-cha, conga, danzon, son i dr., dok je u 19. stoljeću Europu osvojio oblik kubanskog plesa i pjesme habanera, španjolskog podrijetla.
Veliki međunarodni revival kubanske glazbe, i latinskoameričke glazbe uopće, potaknulo je objavljivanje albuma Buena Vista Social Club (1997.), kasniji istoimeni dokumentarac Wima Wendersa, kao i koncerti u Amsterdamu i New Yorku. Izvorno, Buena Vista Social Club bio je 1940-ih klub u Havani poznat po glazbenim izvedbama i kao okupljalište glazbenika. 1990-ih, skoro 50 godina nakon prestanka djelovanja, kubanski glazbenik Juan de Marcos González i američki gitarist Ry Cooder potaknuli su snimanje albuma s nekim od izvornih glazbenika koji djelovali na vrhuncu popularnosti kluba. Album i dokumentarac postigli su silan uspjeh i osvojili mnoge nagrade, te je kasnije više glazbenika koji su sudjelovali, među kojima najpoznaitiji Compay Segundo, Rubén González, i Ibrahim Ferrer, objavilo i solo albume. "Buena Vista Social Club" postao je zajednički naziv koji opisuje sve te nastupe i albume, i svojevrsni zaštitni znak "zlatnog doba" kubanske glazbe od 1930-tih do 1950-ih.

## Gospodarstvo

### Industrija
Gospodarstvo u Havani isprva se razvila na temelju svoje lokacije, koja je uvjetovala razvoj jednog od prvih velikih središta u Novom svijetu. Šećer i trgovina robljem doveli su prvo bogatstvo u grad, i kasnije nakon nezavisnosti Havana je postala čuveno turističko središte. Unatoč nastojanjima vlade Fidela Castra da industrijsku proizvodnju proširi po cijelom otoku, Havana ostaje središtem većine kubanske industrije. Tradicionalna industrija šećera na kojoj se stoljećima temeljila industrija otoka, i koja obuhvaća tri četvrtine ukupnog izvoza, koncentrirana je na drugim lokacijama na Kubi. Ipak, pogoni lake industrije, mesne industrije, kemijske i farmaceutske industrije koncentrirani su u Havani. Također su značajne prehrambena, brodograđevna, automobilska i tekstilna industrija, dok se posebno ističu i tradicionalna proizvodnja alkoholnih pića, posebno ruma, i duhanskih proizvoda, kao čuvenih cigara Habanos. Premda su luke Cienfuegos i Matanzas razvijene pod revolucionarnom vlašću, Havana ostaje glavna kubanska luka; 50% uvoza i izvoza prolazi kroz Havanu. Luka također opslužuje i znatnu industriju ribarenja.
Nakon raspada Sovjetskog saveza 1991., Havana i Kuba iznenada su potonuli u najgoru gospodarsku krizu od revolucije 1959. Kriza, koja je bila službeno poznata kao Período especial en tiempo de paz (Posebni mirnodopski period), i sukladna nestašica hrane imali su velike posljedice na grad Havanu. Dodatno, osim pada u proizvodnji hrane potrebne glavnom gradu, nestašice goriva ugrozile su transport i uskladištenje poljoprivrednih proizvoda. U to doba, Kuba je istaknula turizam kao glavnu industriju oporavka nacionalnog gospodarstva, te je turizam danas glavna ekonomska grada Havane i Kube.

### Turizam
Prije kubanske revolucije - posebno od 1915. do 1930. - turizam je nakon industrije šećera i duhanskih proizvoda bio jedan od glavnih izvora zarade na Kubi. Havana je bila najpopularnija destinacija na Karibima, posebno među građanima Sjedinjenih Država koji su tako nastojali zaobići restrikcije američkog prohibicionizma.
Nakon nekoliko velikih padova priljeva turista na otok, radi velike depresije, kraja prohibicije u Sjedinjenim Državama i izbijanja drugog svjetskog rata, Havana je ponovo postala značajna destinacija 1950-ih, kada je američki organizirani kriminal osigurao kontrolu nad većinom turističke industrije u zemlji. Radi spoja turizma s kockom i prostitucijom, revolucionarna je vlada, ustanovljena 1959., cijelom sektoru pristupila kao društvenom zlu koje treba iskorijeniti. Mnoge turističke djelatnosti zatvorene su i Nacionalni institut turističke industrije preuzeo je mnoge objekte (tradicionalno na raspolaganju samo bogatima) te ih učinio pristupačnim svim građanima.
S pogoršanjem kubansko-američkih odnosa i nametanjem trgovačkog embarga 1961., turizam je drastično opao i nije se oporavio više desetljeća, prema nekim pokazateljima najmanje do 1989. Revolucionarna vlada i posebno Fidel Castro, isprva su se protivili bilo kakvom bitnom razvoju turističke industrije. Ipak, krajem 1970-ih, Castro je promijenio stajalište i 1982. kubanska vlada je dozvolila strana ulaganja u više sektora, uključujući i turizam.
Kroz osnivanje poduzeća otvorenih takvim stranim ulaganjima (kao Cubanacan, osnovano 1987.), Kuba je započela privlačiti kapital za razvoj hotelske industrije, što je povećalo broj turista s
130 000 1980., na 326 000 krajem tog desetljeća. Nakon znatnih investicija, turizam je na Kubi do 1995. postao vodeći ekonomski sektor.

### Trgovina i finacije
Nakon revolucije, kubanski tradicionalno kapitalistički, amerikanizirani slobodno tržišni sustav zamijenjen je socijalističkim ekonomskim sustavom. Poduzeća u kubanskom i američkom vlasništvu nacionalizirana su, te je danas većina poslovnih djelatnosti na Kubi u državnom vlasništvu. U staroj Havani i u Vedadu djeluje nekoliko manjih privatnih poslova, kao krojačke radnje, ali njihov broj stalno opada. Bankarski sektor također je pod državnom kontrolom, te je Nacionalna banka Kube, sa sjedištem u Havani, središte kubanskog gospodarstva. Podružnice nacionalne banke u nekim slučajevima smještene su u zgradama koje su prije revolucije bile sjedišta kubanskih ili stranih banaka.
Vedado je danas financijska četvrt u Havani, glavne banke, zrakoplovne tvrtke, trgovine, većina sjedišta tvrtke, brojni stambeni neboderi i hoteli locirani su u toj zoni. Od Kasnih 
1990-ih, Vedado je i glavna trgovačka četvrt.

## Promet
Havana je bila poznata po izvrsnoj mreži javnog prijevoza autobusima i taxijima. 1921. je čak predložen i sustav podzemne željeznice po uzoru na njujorški. 1959., autobusi u Havani obavljali su dnevno 29 000 vožnji kroz gusti raspored ulica na usluzi 600 000 stanovnika grada. Nakon revolucije prijevozna poduzeća su zapljenjena i dodijeljena Ministarstvu transporta (Ministerio del Transporte, MITRANS). U provinciji grada Havane, dužnosti provincijske uprave transporta provode se kroz 11 odjela, ali taj birokratski, kompleksni sustav središnje kontrole generira samo 8000 vožnji dnevno, za trostruko veću populaciju u odnosu na 1959.
Javni prijevoz ovisan je o vlastitom financiranju. Do 1994., vladina sredstva iz ministarstva transporta (oko 4 milijuna američkih dolara godišnje) korištena su za financiranje Provincijskog Transportnog 
Ravnateljstva u budžetu grada Havane. Javni prijevoz u Havani bio je uvijek kadar pokriti operativne troškove u kubanskim pezosima kroz vozarine. No postojao je konstantni problem financiranja goriva, novih vozila, rezervnih dijelova i drugih snabdijevanja koja su zahtijevala stranu valutu kao američki dolar, što je dovelo do smanjenja usluga. Kao rješenje tog problema, tvrtke koje generiraju stranu valutu (kao turistički taxiji, iznajmljivanje vozila i sl.) subvencioniraju druge službe, posebno OM i MetroBus.
Dodatno, tim planiranja usluga iz pariškog RATP-a (Autonomna ustanova pariških transporta, Régie autonome des transports parisiens) radio je na redefiniranju mreže javnog prijevoza u glavnom gradu. Glavni cilj tog projekta bila je racionalizacija broja postojećih linija radi zadovoljavanja aktualnog broja putnika. Prva od tih novih linija već je uvedena.
Zračni prijevoz
Havana je bila odredište prvog međunarodnog leta jedne američke zrakoplovne kompanije: 1927., let Pan American Airwaysa iz Key Westa, na Floridi, sletio je u Havanu. 1946. Kubanac Reinaldo Ramirez osnovao je avionsku liniju Havana - Madrid, prvu iz Latinske Amerike za Europu: Zrakoplov je bio nazvan "La Ruta de Colon", (Kolumbov put), dok se kompanija zvala Aerovias Cubanas internacionales. Zračna luka José Martí nalazi se oko 11 km južno od središta grada, i glavno je središte nacionalne zrakoplovne kompanije Cubana de Aviación i kompanije Aero Caribbean. Promet kroz glavnu zračnu luku u Havani iznosi nekoliko milijuna putnika godišnje, ili, zajedno sa zračnom lukom Juan Gualberto Gómez u Varaderu, 80% međunarodnih putnika na Kubi. 25 međunarodnih kompanija Havanu povezuju s 60 destinacija u cijelom svijetu, većinom u Europi, Sjevernoj, Centralnoj i Južnoj Americi, i 3 nacionalne kompanije letovima za 16 destinacija na Kubi. Druga zračna luka u Havani je Playa Baracoa, manji aerodrom na zapadu grada koji se koristi za domaće letove, većinom kompanije  
Aerogaviota. Kubanskim putnicima potrebna je dozvola za napuštanje otoka, dok je Kubancima koji žive u inozemstvu potrebna viza da bi posjetili svoju zemlju.
Željeznice
Havanu opslužuje mreža prigradskih, međugradskih i dugih željezničkih pruga, jedina u karipskoj regiji. Željeznice su u državnom vlasništvu i pod upravom Saveza željeznica Kube (Union de Ferrocarriles de Cuba, UFC). Željezničke linije povezuju Havanu iz središnje stanice La Coubre i Casablanca s raznim kubanskim provincijama. Aktualni godišnji broj putnika je oko 12 milijuna, ali potrebni kapacitet je oko 2 do 3 puta veći. Najprometnije linije 1 i 2 između Havane i Santiaga de Cuba, koriste klimatizirane francuske vagone nabavljene 2000., i radi toga su poznate kao "el tren francés" (francuski vlak). U doba najvećeg prometa tijekom godine (ljetna sezona, božić i uskrs), prometuju dnevno, dok u ostalim razdobljima svaki drugi dan. Vagoni su izvorno korišteni na linijama Trans Europ Express između Pariza, Bruxellesa i Amsterdama prije nego što su zamijenjeni vlakovima velike brzine Thalys. Kubanskim željeznicama isporučeni su 2001., i nude dvije putničke klase, osnovna 
"especial" i luksuzna "primera especial".
Autobusi
Javni autobusni prijevoz u Havani provode dva odjela: Omnibus Metropolitanos (OM) i MetroBus. Odjel Omnibus Metropolitanos raspolaže s jednim od najvećih i najviše korištenih voznih parkova autobusa javnog prijevoza u zemlji, s vrlo raznolikim autobusima, starijih i novijih, uglavnom polovni Busscar Urbanuss proizvedeni od Mercedes-Benza s dodatnih 255 nabavljenih 2004., i zloglasni camellos
(deve), kamionske prikolice prilagođene putničkom prijevozu. Kubanska vlada namjerava investirati milijune američkih dolara u nabavu 1500 novih Yutong gradskih i 1000 regionalnih autobusa 
u periodu od 5 godina, što je nažalost premalo u odnosu na stvarne potrebe prijevoznih usluga. Na Kubi djeluje i nekoliko među-provincijskih autobusnih službi kao Astro, redovni nacionalni 
javni prijevoznik koji glavni grad povezuje s cijelim otokom. 2005., Astro je u potpunosti obnovio svoj vozni park s novim Yutong autobusima.
Odjel Metrobus poznat je po autobusima "camellos", prilagođenim kamionskim prikolicama koje voze na najprometnijim linijama. "Camellos" ("deve", tako nazvani radi svog oblika koji 
ističe dvije grbe), autentično su kubanski izum, primijenjen nakon raspada Sovjetskog Saveza i za vrijeme posebnog perioda. Odjel Metrobus nabavio je sedam zglobnih autobusa koji trenutno prometuju na liniji M-5 od općine La Lisa do Vedada. Sve camello prikolice bit će zamijenjene novim zglobnim autobusima.
Linije javnog prijevoza MetroBus (bivše linije camello)
- M-1 Alamar - Vedado via Fraternidad
- M-2 Fraternidad - Santiago de Las Vegas
- M-3 Alamar - Ciudad Deportiva
- M-4 Fraternidad - San Agustin via Marianao
- M-5 Vedado - San Agustin
- M-6 Calvario - Vedado
- M-7 Parque de la Fraternidad - Alberro via Cotorro

## Uprava

### Vlada
Havanom upravlja gradsko vijeće, s gradonačelnikom kao glavnim administrativnim službenikom. Grad ipak ovisi o nacionalnoj vladi za većinu proračunskih i političkih smjernica. Sjedište državne vlasti, koje se nalazi u Havani igra izvanredno vidljivu ulogu u životu grada. Osim toga, sveobuhvatni autoritet mnogih državnih institucija, među kojima Komunistička Partija Kube 
(Partido Comunista de Cuba; PCC), Revolucionarne Oružane Snage (Kubanska vojska Fuerzas Armadas Revolucionarias), milicija i grupe nazvane Komiteti za obranu revolucije (Comités de Defensa de la Revolución CDR), doveo je do opadanja uloge gradske vlade, koja ipak brine za osnovne gradske usluge.
Grad Havana graniči s provincijom Havana, te Havana djeluje i kao grad i kao provincija. Djeluju dva združena savjeta gdje se sastaju gradske i provincijske vlasti, jedan obuhvaća općinske i provincijske lidere na nacionalnom nivou, dok drugi obuhvaća gradski i provincijski savjet. Havana se dijeli na 15 sastavnih općina, Do 1976. postojalo je šest podrazdjela, kada su gradske granice proširene na cijelu metropolitansku zonu.

### Municipios
Grad se dijeli na 15 municipios - općine ili okruzi. (Brojevi se odnose na plan gore).
| Općine/Okruzi          | Stanovništvo (2004.) | Površina (km2) | Gustoća (/km2) | Lokacija                                      | Napomene |
| ---------------------- | -------------------- | -------------- | -------------- | --------------------------------------------- | -------- |
| Arroyo Naranjo         | 210 053              | 83             | 2531           | 23°00′52″N 82°18′11″W / 23.01444°N 82.30306°W | (10)     |
| Boyeros                | 188 593              | 134            | 1407           | 22°58′41″N 82°23′23″W / 22.97806°N 82.38972°W | (1)      |
| Centro Habana          | 158 151              | 4              | 39 538         | 23°08′9″N 82°22′56″W / 23.13583°N 82.38222°W  | (6)      |
| Cerro                  | 132 351              | 10             | 13 235         | 23°06′49″N 82°21′48″W / 23.11361°N 82.36333°W | (8)      |
| Cotorro                | 74 650               | 66             | 1131           | 23°00′17″N 82°12′49″W / 23.00472°N 82.21361°W | (12)     |
| Diez de Octubre        | 227 293              | 12             | 18 941         | 23°05′49″N 82°20′24″W / 23.09694°N 82.34000°W | (9)      |
| Guanabacoa             | 112 964              | 127            | 889            | 23°05′55″N 82°14′59″W / 23.09861°N 82.24972°W | (13)     |
| La Habana del Este     | 178 041              | 145            | 1228           | 23°09′44″N 82°14′58″W / 23.16222°N 82.24944°W | (15)     |
| La Habana Vieja        | 95 383               | 5              | 19 077         | 23°08′14″N 82°21′57″W / 23.13722°N 82.36583°W | (7)      |
| La Lisa                | 131 148              | 38             | 3451           | 23°01′57″N 82°28′42″W / 23.03250°N 82.47833°W | (2)      |
| Marianao               | 135 551              | 21             | 6455           | 23°04′45″N 82°24′0″W / 23.07917°N 82.40000°W  | (4)      |
| Playa                  | 186 959              | 36             | 5193           | 23°05′39″N 82°26′56″W / 23.09417°N 82.44889°W | (3)      |
| Plaza de la Revolución | 161 631              | 12             | 13 469         | 23°08′0″N 82°23′15″W / 23.13333°N 82.38750°W  | (5)      |
| Regla                  | 44 431               | 9              | 4937           | 23°08′11″N 82°18′5″W / 23.13639°N 82.30139°W  | (14)     |
| San Miguel del Padrón  | 159 273              | 26             | 6126           | 23°03′19″N 82°16′55″W / 23.05528°N 82.28194°W | (11)     |

Izvor: Stanovništvo na popisu 2004. Područje iz općinske redistribucije 1976.

## Demografija
Bogati kulturni milje Havane ne uključuje samo Španjolce iz raznih regija Pirenejskog poluotoka, već i druge europske narode. U doba prije dolaska Fidela Castra na vlast, grad je bio gospodarski i etnički podijeljen. Na jednu stranu egzistirala je manjina bogatih i obrazovanih zajedno sa snažnom srednjom klasom, dok je na drugoj strani bila većina radničke klase. Takva podjela bila je uglavnom bazirana na etničkoj podlozi: bijelci su većinom bili dobrostojeći dok crnci i mulati uglavnom siromašni. Gospodarska struktura nije nudila mnogo mogućnosti crncima i mulatima, osim u neprivlačnim zanimanjima, niti mnogo mogućnosti stjecanja obrazovanja. Sustav se promijenio nakon revolucije 1959., te su mogućnosti zaposlenja i obrazovanja ponuđene Kubancima svih etničkih skupina. Ipak, vodeće pozicije i studiji uglavnom su bili rezervirani samo za članove komunističke partije i priznate simpatizere, premda je to u novije doba ponešto ublaženo. U stambenoj politici, vlada slijedi službenu politiku nediskriminacije na temelju etničke podloge, te nezavisni promatrači uglavnom smatraju da se ta praksa savjesno provodi.
Za vrijeme 18. i 19. stoljeća i početkom 20. stoljeća, u Havanu su pristigli veliki valovi imigracije s Kanara, iz Katalonije i Galicije.
Kubanska vlada kontrolira useljavanje u Havanu na temelju činjenice da u metropolitanskoj zoni Havane (s oko 20% ukupne populacije u zemlji) korištenje zemlje, voda, električna energija, transport i drugi elementi gradske infrastrukture nisu dovoljni za aktualnu gustoću stanovništva. Postoji stanovništvo unutranjih migranata u Havanu nazvanih "Palestinos" (Palestinci); porijeklom većinom iz istočne regije Oriente. Havana ima značajnu kinesku manjinu, koja je prije revolucije imala oko 200 000, dok danas ima oko 100 000 ljudi, i ne-kubansku populaciju nepoznatog obujma, uključujući i Ruse koji su se konstantno useljavali za vrijeme Sovjetskog Saveza, i koji žive većinom u Habana del Este te nekoliko tisuća sjevernoafričkih izbjeglica mlađe dobi.
Rimokatolici tvore najveću vjersku zajednicu u Havani. Židovska zajednica u Havani smanjena je nakon revolucije s izvornih 15 000, mnogi od kojih su izbjegli nacističkim progonima, na oko oko 1500 ljudi. Nakon što je Castro zauzeo vlast 1959., mnogi su napustili Kubu za Miami ili se vratili u Izrael. U Havani je nekada bilo pet sinagoga od kojih su preostale samo tri: ortodoksna, konzervativna i sefardska. Veljače 2007., New York Times je procijenio da u Havani živi oko 1500 Židova.

## Infrastruktura

### Obrazovanje
Vidi još: Obrazovanje na Kubi
Nacionalna vlada preuzima svu odgovornost za obrazovanje. U Havani djeluju osnovne, srednje i škole za profesionalno obrazovanje. Profesionalna Kubanska Nacionalna Baletna Škola s 4350 studenata, pod ravnateljstvom Ramone de Sáa, najveća je baletna škola na svijetu i najprestižnija baletna škola na Kubi. S proširenjem škole 2002., od 52 000 prijava odabrano je 4050 učenika. Na Kubi svi imaju pravo na obrazovanje. Kvaliteta obrazovnih institucija varira, ali obrazovanje je besplatno i obavezno na svim nivoima osim višeg, također besplatnog, obrazovanja. Sveučilište u Havani nalazio se u četvrti Vedado, osnovano je 1728., i smatrano je vodećom institucijom višeg obrazovanja zapadne hemisfere. Ubrzo nakon revolucije, sveučilište, kao i ostale obrazovne institucije, nacionalizirani su. Od tada je otvoreno nekoliko sveučilišta, kao politehnički institut "Joe Antonio Echeverria", s kojeg potječe velika većina današnjih kubanskih inženjera, i Latinoamerički medicinski fakultet (Escuela Latinoamericana de Medicina, ELAM).

### Zdravstvo
Vidi još: Kubanski zdravstveni sustav
Pod kubanskom vladom, svi građani pokriveni su nacionalnim planom zdravstvenog osiguranja. Uprava nacionalnog zdravstvenog sustava većinom je koncentrirana u Havani. Bolnicama u Havani upravlja nacionalna vlada, i građanima su određene bolnice i klinike u kojima mogu zatražiti zdravstvenu njegu. 1980-ih, Kuba je započela privlačiti pažnju cijelog svijeta radi svojih tretmana srčanih i očnih bolesti, od kojih se neki primjenjuju u Havani. Kao posljedica revolucije, na Kubi i u Havani već je dugo visoki standard zdravstvene zaštite.

### Usluge
Javne usluge pod kontrolom su nekoliko nacionaliziranih državnih poduzeća koja su se razvila nakon kubanske revolucije, kao voda, električna energija, i kanalizacija. Proizvodnja električne energije bazira se na diesel generatorima. Većina izvornih elektrana, koje su djelovale prije preuzimanja kontrole od strane revolucionarne vlade, postale su dosta zastarjele. Događali su se nestanci energije koji su 1986. nacionalnu vladu potakli na investiranje 25 milijuna američkih dolara u modernizaciju energetskog sustava. Smatra se da je bilo koji dio Havane u zoni od pet minuta do prve vatrogasne jedinice; oprema je većinom nova.

## Sport
Mnogi Kubanci strastveni su sportski navijači, koji većinom preferiraju bejzbol. U Serie Nacional de Béisbol dva su tima iz Havane: Industriales i Metropolitanos. U gradu se nalazi nekoliko velikih sportskih stadiona, najveći od kojih je Estadio Latinoamericano. Ulaz na sportske događaje uglavnom je besplatan, te se improvizirane utakmice igraju u četvrtima kroz cijeli grad. Društveni klubovi na plažama osiguravaju opremu za vodene sportove, i uključuju i restorane i plesne dvorane.
- Havana je bila domaćin Pan Američkim Igrama 1991. Stadioni i objekti za taj događaj izgrađeni su u relativno nenastanjenim istočnim predgrađima.
- Havana je bila domaćin Svjetskog kupa u Atletici 1992.
- Havana je bila kandidat za domaćina Olimpijskih igara 2008. i  2012., ali nije ušla u uži izbor.

## Istaknute ličnosti
| Istaknute ličnosti rođene u Havani - Alicia Alonso (1920.) klasična balerina - José Raúl Capablanca (1888. – 1942.), šahist - Daína Chaviano (1960.) književnica - Camilo Cienfuegos (1932. – 1959.) revolucionar - Celia Cruz (1925. — 2003.) pjevačica - Gloria Estefan (1957.) pjevačica - Andy García (1956.) glumac - Eusebio Leal (1942.) povjesničar - Ernesto Lecuona (1895. – 1963.) pijanist i skladatelj - William Levy (1980.) glumac - José Lezama Lima (1910. – 1976.) književnik - Dulce María Loynaz (1902. – 1997.) pjesnikinja | - José Marti (1853. – 1895.) pjesnik i političar - Maria Teresa Mestre (1956.) velika vojvotkinja Luksemburga - Aylin Mujica (1974.) glumica i plesačica - Joaquín Nin (1879. – 1949.) pijanist i skladatelj - Oswaldo Payá (1952.) politički aktivist - Felipe Poey (1799. – 1891.) zoolog - Jon Secada (1962.) glazbenik - Félix Varela (1788. – 1853.) svećenik Istaknute ličnosti vezane uz Havanu - Alejo Carpentier (1904. – 1980.) književnik - Ibrahim Ferrer (1927. – 2005.) pjevač i glazbenik - Ernest Hemingway (1899. – 1961.) književnik - Pablo Milanés (1943.) glazbenik - Silvio Rodríguez (1946.) glazbenik - Compay Segundo (1907. – 2003.) glazbenik |

|  |  |  |  |  |

## Međunarodni odnosi

### Bratimljeni gradovi
Havana održava bratimljenja sa sljedećim gradovima:
| - Barcelona, Španjolska (1993.) - Belo Horizonte, Brazil (1995.) - Beograd, Srbija (2007.) - Cádiz, Španjolska - Caracas, Venezuela - Constanţa, Rumunjska - Cuzco, Peru (1993.) - Gijón, Španjolska - Glasgow, Ujedinjeno Kraljevstvo (2002.) - Isfahan, Iran - Istanbul, Turska - Madrid, Španjolska - Manila, Filipini - Mobile, Sjedinjene Države | - Moskva, Rusija - Oaxaca de Juárez, Meksiko - Peking, Kina (2005.) - Rotterdam, Nizozemska (1983.) - Salvador de Bahia, Brazil (1993.) - Sankt Peterburg, Rusija (2000.) - Santiago de los Caballeros, Dominikanska Republika - Santos, Brazil (1995.) - Sao Paulo, Brazil - Teheran, Iran - Tijuana, Meksiko (2007.) - Toledo, Španjolska (2006.) - Vitória, Brazil |

Havana je također član Zajednice Iberoameričkih Glavnih Gradova (Unión de Ciudades Capitales Iberoamericanas, UCCI) koja okuplja 27 gradova Europe i Latinske Amerike.
| - Andorra la Vella, Andora - Asuncion, Paragvaj - Madrid, Španjolska - Bogotá, Kolumbija - Brasilia, Brazil - Buenos Aires, Argentina - Caracas, Venezuela - Guatemala, Gvatemala - La Paz, Bolivija - Lima, Peru - Lisabon, Portugal - Managua, Nikaragva - Ciudad de México, Meksiko | - Montevideo, Urugvaj - Panamá, Panama - Rio de Janeiro, Brazil - Quito, Ekvador - San José, Kostarika - San Juan, Portoriko - San Salvador, Salvador - Santiago de Chile, Čile - Santo Domingo, Dominikanska Republika - São Paulo, Brazil - Sucre, Bolivija - Tegucigalpa, Honduras |

## Vanjske poveznice
Vodič: Havana na Wikivoyageu
- habanaenlinea.cu   Arhivirana inačica izvorne stranice od 11. travnja 2010. (Wayback Machine) Información sobre la ciudad
- habananuestra.cu   Arhivirana inačica izvorne stranice od 21. siječnja 2017. (Wayback Machine) Oficina del Historiador de la ciudad
- lahabana.com.ar  La web de La Habana, Compilación de datos de interés sobre La Habana
- Havana Architecture.info   Arhivirana inačica izvorne stranice od 1. travnja 2010. (Wayback Machine)
- HavanaArchitecture.org   Arhivirana inačica izvorne stranice od 17. kolovoza 2011. (Wayback Machine)
- Plan središta Havane www.lib.utexas.edu/maps
- Plan središta Havane www.contactcuba.com
- online.caup.washington.edu  Clickable map of Havana
- Paseos por La Habana, Guía de La Habana, Cuba
- www.ohch.cu  Dirección de Patrimonio Cultural de la Oficina del Historiador de la ciudad